# Peter Pekarík
Peter Pekarík (* 30. Oktober 1986 in Žilina, Tschechoslowakei) ist ein slowakischer Fußballspieler.

## Karriere

### Vereine
Peter Pekarík stammt aus der Jugend des MŠK Žilina und wurde nach seiner Berufung in die Profimannschaft im Sommer 2004 vorerst an den Ligarivalen FK ZTS Dubnica verliehen. Nach guten Leistungen und dem vierten Platz in der slowakischen Corgoň liga kehrte der Defensivspieler nach einem Jahr nach Žilina zurück. Beim Serienmeister der 2000er Jahre gewann Pekarík 2007 seinen ersten nationalen Titel. Durch seine gute und konstante Spielweise machte der Jungspieler andere europäische Vereine auf sich aufmerksam. In der Winterpause der Saison 2008/09 wechselte er schließlich in die Bundesliga zum VfL Wolfsburg.
Sein Bundesligadebüt gab der rechte Außenverteidiger am 18. Spieltag, dem 31. Januar 2009, beim 1:1 gegen den 1. FC Köln. Zur Halbzeit wechselte ihn Trainer Felix Magath für Cristian Zaccardo ein. Bis auf ein Spiel kam er bei allen Rückrundenspielen zum Zug und gewann mit den Wolfsburgern zum ersten Mal in der Vereinsgeschichte die Deutsche Meisterschaft. Allerdings war er schon gegen Saisonende immer öfter ausgewechselt und schließlich nur noch als Einwechselspieler gebracht worden. Im Jahr darauf kam er unter dem neuen Trainer Armin Veh erst einmal kaum zum Zug, erst der neue Trainer Lorenz-Günther Köstner setzte in der Rückrunde wieder verstärkt auf den Slowaken. Ähnlich unbeständig verlief auch das dritte Jahr von Pekarík beim VW-Werksklub. Streckenweise war er Stammspieler über 90 Minuten, dann spielte er wieder nur Teile einer Partie und der dritte Trainer der Saison, Felix Magath, der ihn in seiner ersten Amtszeit noch nach Wolfsburg geholt hatte, verzichtete schließlich in den entscheidenden Partien im Abstiegskampf weitgehend auf seine Dienste. Immerhin kam er noch auf 23 Einsätze.
Pekarík wechselte im August 2011 auf Leihbasis für die Saison 2011/12 zum türkischen Erstligisten Kayserispor. In der Sommerpause 2012 wechselte Pekarík zu Hertha BSC in die 2. Bundesliga. Nachdem er mit Berlin noch in dieser Saison in die erste Bundesliga aufgestiegen war, erzielte er bei der 1:3-Heimniederlage gegen die TSG 1899 Hoffenheim am 31. März 2017 in seinem 151. Bundesligaspiel sein erstes Bundesligator. Sein Vertrag lief bis 2023. Dieser wurde nach Ablauf noch während der Vorbereitung für die Saison 2023/24 verlängert. Am 26. September 2024 wurde der Wechsel zu seinem ehemaligen Klub MŠK Žilina verkündet. Dort unterschrieb er einen Vertrag bis zum 30. Januar 2025. Doch schon nach nur acht Pflichtspielen mit einem Treffer schloss er sich im Februar 2025 Dynamo Budweis aus Tschechien an.

### Nationalmannschaft
Pekarík ist aktueller Nationalspieler der Slowakei. Sein Debüt gab er 2006; seitdem wird er regelmäßig für die Länderspiele seines Landes berufen.
Bei der Europameisterschaft 2016 in Frankreich wurde er in das Aufgebot der Slowakei berufen und stand in allen Turnierspielen in der Stammelf. Er gehörte zu den Spielern, die alle Spiele über die volle Spielzeit absolvierten. Das Team erreichte das Achtelfinale und schied dort gegen Deutschland aus. Vor der Europameisterschaft 2021 bestritt er bei einem Testspiel gegen Bulgarien sein 100. Länderspiel. Zur EM 2020 wurde er in den slowakischen Kader berufen, kam aber mit diesem nicht über die Gruppenphase hinaus.

## Titel
- Slowakischer Meister: 2007
- Deutscher Meister: 2009
- Deutscher Zweitligameister: 2013